# Aimant au néodyme

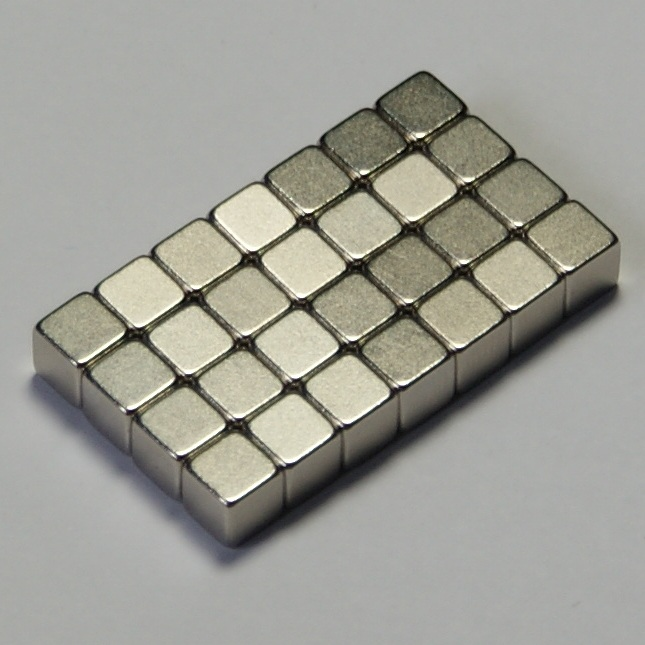
Aimants au néodyme sous forme de cubes.

Un aimant au néodyme (aimant NdFeB) est un aimant permanent composé d'un alliage de néodyme, de fer et de bore (Nd2Fe14B) de structure tétragonale.
Développés en 1982 par General Motors et Sumitomo Special Metals, les aimants au néodyme sont les aimants permanents les plus puissants disponibles sur le marché, ainsi que les aimants aux terres rares les plus utilisés. Ils ont remplacé d'autres types d'aimants dans des produits nécessitant des aimants permanents à forte coercitivité, tels les outils sans fil (en), les disques durs et les fermoirs magnétiques.

## Description

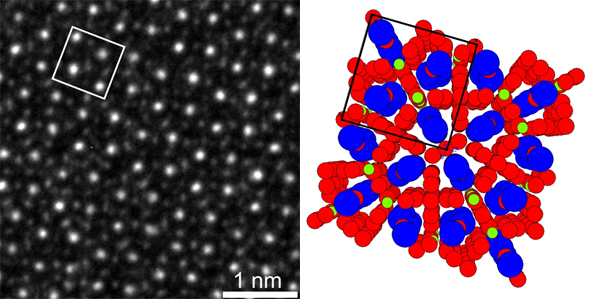
À gauche, image par microscopie électronique en transmission de haute-résolution du cristal de.
À droite, structure cristalline.

La structure cristalline tétragonale du Nd2Fe14B possède une grande anisotropie magnétique (HA~7 teslas (T)). Cela lui donne un fort champ coercitif ainsi qu'une haute saturation (Js ~1,6 T). En conséquence, le matériau peut emmagasiner une grande quantité d'énergie magnétique (produit énergétique maximal (en) BHmax ~ 512 kJ/m3), beaucoup plus grande que les alliages tels ceux de samarium-cobalt (SmCo), premiers aimants permanents aux terres rares commercialisés.
En pratique, les propriétés des aimants au néodyme dépendent fortement de la composition précise de l'alliage, de la microstructure et des techniques de construction employés.

## Histoire
En 1982, à la suite de recherches motivées par les coûts importants des aimants permanents au samarium-cobalt, General Motors (GM) et Sumitomo Special Metals découvrent le composé Nd2Fe14B. GM travaillait sur le développement d'aimants trempés sur roue et basés sur des nanocristaux de Nd2Fe14B, alors que Sumitomo travaillait avec le même matériau, mais par un procédé de frittage.
GM a commercialisé ses inventions, menant à la fondation de Magnequench en 1986 (après une série d'évolutions, l'entreprise est devenue une composante de Molycorp (en)). La compagnie fournissait de la poudre de Nd2Fe14B à des manufacturiers.
Sumitomo a enregistré environ 600 brevets sur les aimants au néodyme. Les installations de l'entreprise sont devenues une partie de la Hitachi Corporation et ont produit, et autorisé d'autres compagnies à produire, des aimants au néodyme.
Le marché est dominé par des manufacturiers chinois, notamment en raison de la présence de grands gisements de terres rares sur leur territoire.
Le département de l'Énergie des États-Unis a commencé des recherches pour trouver des substituts aux terres rares pour les aimants permanents. L'Advanced Research Projects Agency-Energy (ARPA-E) a ainsi commandité divers projets tels le programme Rare Earth Alternatives in Critical Technologies (REACT, pouvant se traduire en français par « alternatives aux terres rares dans les technologiques critiques »). En 2011, ARPA-E a accordé environ 31,6 millions de dollars américains pour de tels projets.

## Production
Il existe deux principales méthodes de production d'aimants au néodyme : par frittage et par trempe sur roue.
Les aimants construits par frittage sont créés à partir de la matière brute introduite dans un four, placés dans un moule et refroidis pour faire des lingots. Ces derniers sont par la suite broyés en de fines particules et frittés selon un processus amenant la poudre à être orientée magnétiquement dans des blocs denses. Les blocs sont par la suite traités thermiquement, coupés, traités en surface et magnétisés.
En date de 2012, 45 000 tonnes d'aimants au néodyme sont officiellement produites par la Chine chaque année. En 2013, 72 000 tonnes sont produites par des compagnies,. La Chine produit environ 76 % des aimants en terre rare de la planète.
Les aimants construits par trempe sur roue prennent, quant à eux, la forme d'un fin ruban de NdFeB. Ce dernier est constitué de grains nanométriques de Nd2Fe14B orientés aléatoirement. Le ruban est par la suite broyé en fines particules qui sont mélangées à un polymère, puis soit moulées par compression ou par injection. Ces aimants possèdent un flux magnétique moindre que ceux faits par frittage, mais ils sont plus malléables et peuvent être formés de différentes manières, telles celle d'Halbach.
Environ 5 000 tonnes de ce type d'aimants au néodyme seraient produites chaque année.

## Propriétés
masse moléculaire m(Nd2Fe14B) : 1081.125u
masse molaire M(Nd2Fe14B) : 6508 g.mol-1

## Danger et risques
En raison de leur champ magnétique intense, les aimants au néodyme peuvent présenter un danger : 
- ils peuvent endommager irréversiblement certains appareils et objets :
  - les composants électriques et électroniques, en modifiant l’induction dans les bobines, mais aussi en modifiant les caractéristiques intrinsèques de certains composants ;
  - certaines pièces mécaniques, en leur donnant une aimantation irréversible.
- sur le plan de la santé, les aimants au néodyme peuvent être néfastes au bon fonctionnement des stimulateurs cardiaques, et être dangereux pour la santé des personnes dont la vie dépend d’un appareil électronique ou mécanique.

- Lorsque deux aimants néodymes s’attirent, leur champ magnétique est si intense qu’ils peuvent éclater en se cognant.

## Application
Il existe des aimants au néodyme de toutes formes, tailles, intensité, orientation de polarité. Des applications existent dans de nombreux domaines :
- Expériences de physique :
  - Courant de Foucault
  - Lévitation de supra-conducteur
  - Paramagnétisme du dioxygène
  - Ferrofluide
- Bricolage
- Loisir créatif
- Décoration intérieure
- La pêche à l'aimant
- Transport
- Énergies renouvelables, où des aimants au néodyme équipent les rotors de petite centrales hydrauliques et d'éoliennes
- Sonorisation, les aimants des haut-parleurs d'enceintes sont de plus en plus au néodyme
- Moteurs électriques
- Smartphones
- L'identification des métaux précieux dans divers objets (couverts, pièces de monnaie, bijoux etc.)

## Recyclage
Le recyclage des aimants au néodyme est appelé à devenir un enjeu important, du fait de l'usage croissant qui en est fait (voiture électrique et énergie éolienne notamment), et de la criticité du néodyme comme ressource (matière première rare, extraction très polluante, approvisionnement dominé par la Chine).
Les aimants au néodyme peuvent contenir, outre le néodyme lui-même, jusqu'à trois autres métaux de la famille des terres rares : 
- le terbium (Tb)
- le praséodyme (Pr)
- le dysprosium (Dy) lorsqu'une température de fonctionnement élevée est nécessaire.

Le recyclage s'est historiquement limité aux chutes d'usinage, le développement du recyclage en fin de cycle de vie des produits n'ayant pas trouvé de modèle économique.
Des procédés visant à séparer les aimants permanents (contenus notamment dans les disques durs) des déchets d'équipements électriques et électroniques) ont été expérimentés.